# Bun (papas fritas)
Bun es una marca de papas fritas envasadas argentinas de la empresa PepsiCo Snacks. La marca Bun fue creada en el año 1958 por Augusto Aboitiz Baroja, y continua al día de hoy en el mercado con el lema Si hacen kraccc, son papas BUN.
Anteriormente esta empresa no fabricaba sólo papas fritas, sino que hacían todo tipo de snacks.

## Historia
Bun fue una destacada marca argentina de snacks de la década de los años '60, cuando no existían marcas que compitiesen con ella. La planta de elaboración se encontraba en Monroe 860, Ciudad de Buenos Aires, donde al día de hoy reside la escuela de programación DigitalHouse.  En 1991 la fábrica se trasladó a la localidad Benavidez, Provincia de Buenos Aires. La empresa fue comprada por PepsiCo Snacks en 1993. PepsiCo posteriormente adquirió la operación de snacks de Kellogg's y consolidó la producción de ambas marcas en la planta de Florida, Provincia de Buenos Aires, cerrando la planta de Bun en Benavidez. Bun hasta hoy es una marca popular en las zonas rioplatenses.
El eslogan original "Si hace Krrrrrac es Bun" fue creado por Yuste Publicidad bajo la dirección creativa de Carlos Otaduy, un destacado publicista argentino.

## Antiguos productos de Bun
- Papas Fritas. Se caracterizan por su grosor comparado con las demás marcas.
- Papas Pay. En los años '60 eran una novedad, puesto que no existían otras marcas importantes de snacks.
- Kesbun. Eran unas pequeñas galletas elaboradas con harina y queso, de una forma muy llamativa (eran del tamaño de una moneda y de una altura algo mayor a la de una papa frita). Tenían una consistencia de un término medio entre crocantez y blandura.
- Twist Bun. Eran snacks con ligeras similitudes con los chizitos actuales. Eran de una crocantez mayor a la de los chizitos y de una forma más alargada. Su nombre deriva del twist, baile muy popular en esa época entre los jóvenes sobre todo. En el envase, se podía observar una imagen humana bailando twist, hecha con los mismos Twist Bun. Posteriormente esta marca ha sido denominada Machitos Bun.
- Palibun. Eran palitos salados. La única variante era que eran fritos en lugar de horneados.
- Manibun. Maní salado.
- Buntzel. Eran snacks similares a los pretzels. De hecho, eran varitas de harina malteada con granos de sal gruesa adherida.[6]

Hoy por hoy, únicamente han sobrevivido las Papas Fritas Bun, los Machitos Bun (derivados de los Twist Bun) y las KesBun, que regresaron por petición popular, aunque con fórmula, tamaño y sabor diferente.

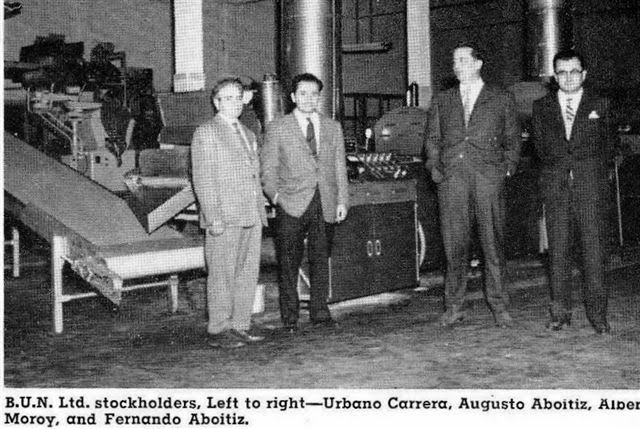
Socios de Bun S.A., Buenos Aires, 1959.

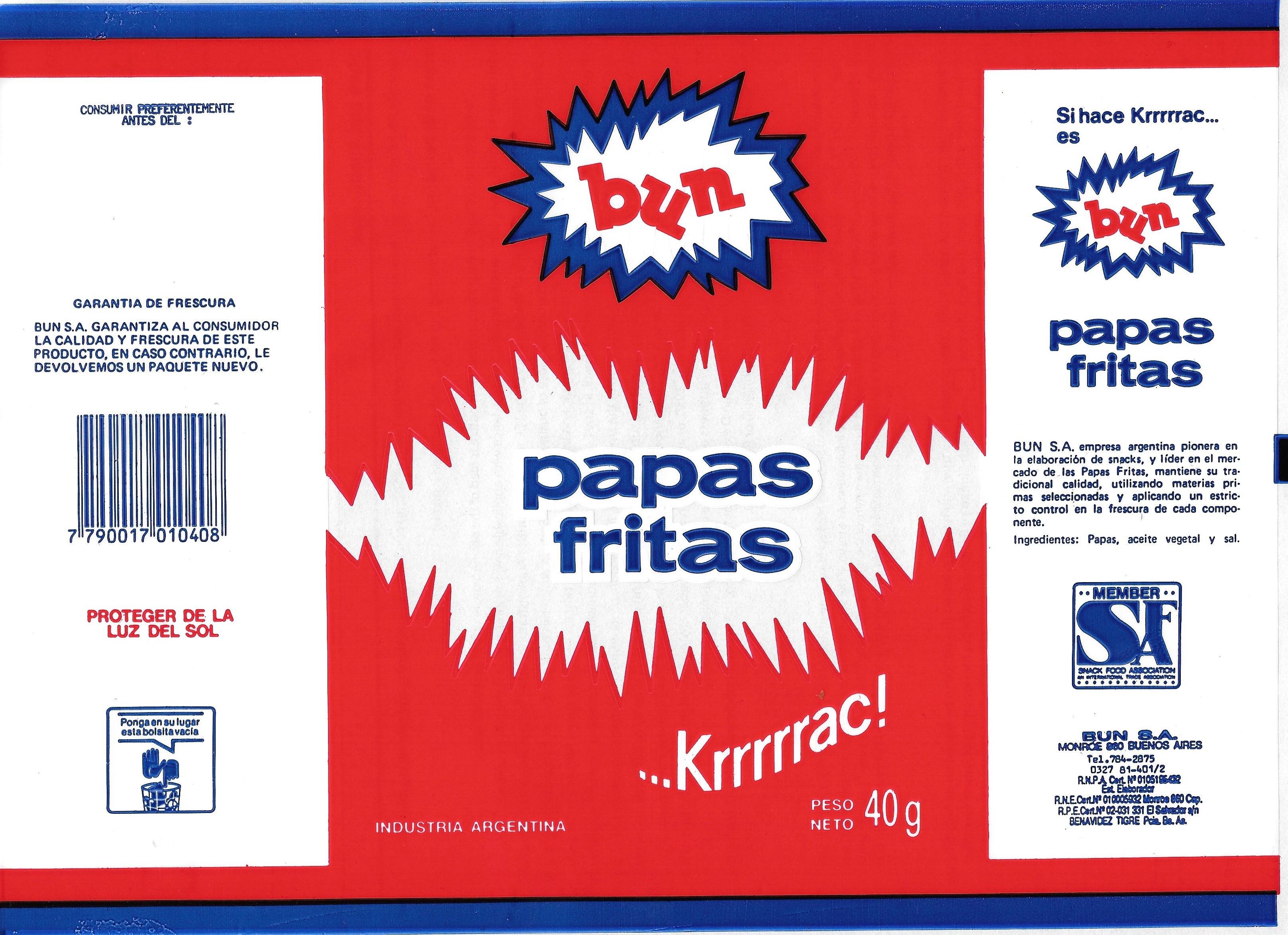
Envase de papas fritas Bun en los años 80